# カリーナ・コリンズ
カリーナ・コリンズ（Careena Collins、1967年11月7日 - ）は、アメリカ合衆国のポルノ女優。彼女の経歴は数度の空白期間を挟んでおり、実働期間は短いものであったがAVN殿堂・XRCO殿堂双方のメンバーに名を連ねた。

## 来歴
1985年に18歳でハードコアポルノ映画デビューを果たした。
1987年に一旦ポルノ映画から離れ、大学で7年間法律の勉強をしていた。最終的に法律の学位を取得したが、法曹界には進まず1994年にポルノの世界に舞い戻った。復帰後は以前よりはるかに過激なシーンを演じるようになり、数多くの成人映画賞を受賞した。ショーン・マイケルズ、ジェイク・スティード、ミスター・マーカスなどのアフリカ系アメリカ人男優との異人種間アナルセックスが評判となった。
1996年から再度長期間ハードコアから遠ざかっていたが、2004年に一時的に復帰し、トム・バイロン監督の『Meat Pushin In The Seat Cushion 3』で新人のアフリカ系アメリカ人男優、ナット・ターナーとアナルセックスを演じた。

## 受賞
- 1995年 XRCO賞 最優秀アナルセックスシーン - 『The Bottom Dweller 33 1/3』(ジェイク・スティードと)[2]
- 1995年 XRCO 最優秀男女セックスシーン - 『Kink』(ロッコ・シフレディと)[2]
- 1995年 XRCO 最優秀レズビアンシーン - 『Takin' It to the Limit 6』(トレイシー・アレン、フェリシア、ジル・ケリー、ミスティ・レインと)[2]
- 1996年 AVN 最優秀レズビアンシーン（ビデオ） - 『Takin' It to the Limit 6』(トレイシー・アレン、フェリシア、ジル・ケリー、ミスティ・レインと)[3]
- 1996年 AVN 最優秀アナルセックスシーン（ビデオ） - 『The Bottom Dweller 33 1/3』(ジェイク・スティードと)[3]
- 1996年 XRCO 最優秀アナル/二穴シーン - 『Car Wash Angels』(with T・T・ボーイ、トム・バイロンと)[2]
- 1996年 XRCO 最優秀レズビアンシーン - 『Beyond Reality 1』(フェリシアと)[2]
- 1998年 AVN 最優秀アナルセックスシーン（ビデオ） - 『Butt Banged Naughty Nurses』(ショーン・マイケルズ、マーク・デイヴィスと)[3]
- 1998年 AVN殿堂顕彰[4]
- 1998年 XRCO殿堂顕彰[5]